# Latarnia morska w Świętej
Latarnia morska w Świętej (lit. Šventosios švyturys) – budynek położony w dzielnicy miasta Połąga na Litwie. Latarnia ta położona jest najdalej na północ wysuniętej części litewskiego wybrzeża Bałtyku, o 8 km na południe od granicy z Łotwą. Od morza dzieli ją natomiast 780 m. Obiekt zbudowano w 1957 roku. Początkowo był wykonany z drewnianych belek, jednakże w 2000 roku zastąpiono je metalem. Latarnia w górnej części ma listwy białe i czerwone. Budowla jest niedostępna do zwiedzania, obiekt otoczono ogrodzeniem.